# Magnus Hedman
Magnus Hedman (Huddinge, 1973. március 19. –) svéd labdarúgó, kapus. Igazán nagy csapatban soha nem játszott, bár tagja volt a Chelsea keretének. 58 meccset játszott a svéd válogatottban, amelynek tagjaként 2 vb-n és 2 Eb-n is részt vett. Felesége Magdalena Graaf, korábbi svéd modell, 3 gyermekük van.

## Pályafutása

### A Coventrynél
Magnus pályafutását az AIK csapatában kezdte. 1992-ben csapatával megnyerte a svéd bajnokságot. Talán ennek az eredménynek a hatására az 1994-es vb-n már második számú kapus volt Thomas Ravelli mögött. A válogatottban 1997 februárjában debütált, és ugyanezen évad júliusában elszerződött a Coventry csapatához. A 2000-es Eb-n már ő volt az első számú kapus, majd elnyerte a legrangosabb svéd labdarúgó-elismerést, a Guldbollent. A 2002-es vb-n is játszott, csapata minden meccsén. Egy időre a kispadra szorult a Coventrynél, ám mikor Chris Kirkland a Liverpoolhoz távozott, megoldódott Hedman problémája és visszakapta jól megérdemelt helyét a kapuban.

### Celtic
Hedman a 2002-2003-as szezontól játszott a Celticnél, ám még ugyanebben a szezonban, mielőtt elszerződött volna, volt még 2 meccse a Coventry színeiben.2004-ben, egy nagyon rövid ideig(mindössze 3 meccs), kölcsönben az Anconánál szerepelt.Ebben az időszakban ismét bekerült a válogatott keretébe, de már nem mint első számú kapus, mint azt megszokhatta az elmúlt pár évben, hanem csak mint csere, ugyanis a gólvonalról a cserepadra szorította Andreas Isaksson.

### A Chelseanél töltött 3 hét
2006 novemberében Hedman visszatért a pályára.Amikor a Chelsea leigazolta, már 2 éve nem játszott, kvázi visszavonult.Azért igazolta le a Chelsea őt és a portugál Henrique Hiláriót és a tartalékcsapatból Yves Makalambayt, mert a csapatnak abban az időben nem volt egyetlen hadra fogható kapusa sem. A cseh Petr Čech egy súlyos koponyasérülés és az azt követő műtét után lábadozott, valamint az ő cseréje, az olasz Carlo Cudicini is egy elég súlyos sérülést szenvedett még korábban.Ám hiába a sok sérült, Hedman mindössze egy, a Crystal Palace ellen 3:1-re megnyert barátságos mérkőzésen játszhatott.Ezután Hedman közös megegyezéssel felbontotta szerződését, lejátszott tétmeccs nélkül a háta mögött.

### A válogatottban
Magnus 57 meccset játszott a válogatottban, ahol 1997 februárjában mutatkozott be.Már az 1994-es VB-n kerettag volt, ám ekkor még csak csere az akkori legjobb svéd kapus, Thomas Ravelli mögött.Mivel a csapat az 1998-as franciaországi VB-re nem jutott ki, így Magnusnak az első világversenyére 2000-ig kellett várni, amikor is végre kijutottak a 2000-es EB-re.Itt, majd a 2002-es VB-n is ő volt az első számú kapusa a válogatottnak.Még a 2004-es EB-n is kerettag volt, ám itt már csak csere, ugyanis a kezdő kapus Andreas Isaksson volt.

## Külső hivatkozások
- Magnus Hedman pályafutásának statisztikái a Soccerbase oldalon (angolul)